# Søren Frederiksen (futbolista nascut el 1972)
Søren Frederiksen (nascut el 27 de gener de 1972) és un exfutbolista danès que va jugar com a davanter. Va marcar 134 gols al campionat de la Superlliga danesa, cosa que el col·locant segon a la llista dels màxims golejadors de tots els temps. Va jugar sis partits i va marcar un gol amb la selecció de Dinamarca.
Frederiksen va començar la seva carrera al Frederikshavn fI, abans de traslladar-se al Viborg FF el 1989. Hi va tenir un èxit immediat, i més tard es va convertir en el màxim golejador de la Lliga Danesa la 1993-1994 amb 18 gols en 32 partits. Va passar al Silkeborg IF i va ajudar el club a guanyar el campionat de la Superlliga de 1994. Com a conseqüència de la manca de temps de joc, va tornar a Viborg la temporada següent. Després es va traslladar al seu rival de la lliga, l'Aalborg BK, i els va ajudar a guanyar el títol de la Superlliga de 1999. El 2001, es va traslladar de nou a Viborg. Des del 2003, va patir una sèrie de lesions al tendó d'Aquil·les i va acabar la seva carrera el 2005. Quan es va retirar, la samarreta número 22 va ser retirada pel Viborg FF.
Va passar a ser entrenador en cap de l'Skive IK i després entrenador ajudant del Viborg FF. Quan Hans Eklund va ser acomiadat l'abril de 2009, Frederiksen va ser ascendit a entrenador en cap. Després de la temporada, va renunciar a ser assistent del nou entrenador Lars Søndergaard.
El setembre de 2017, Frederiksen va ser nomenat explorador del club neerlandès de l'Eredivisie SC Heerenveen.